# Nowa Wieś-Dmochy
Nowa Wieś-Dmochy – wieś w Polsce położona w województwie warmińsko-mazurskim, w powiecie nidzickim, w gminie Janowiec Kościelny.
W okresie międzywojennym stacjonowała tu placówka Straży Celnej „Nowa Wieś”.
W latach 1975–1998 miejscowość administracyjnie należała do województwa olsztyńskiego.
Inne miejscowości o nazwie Nowa Wieś: Nowa Wieś